# Xã Fawn, Quận Allegheny, Pennsylvania
Xã Fawn (tiếng Anh: Fawn Township) là một xã thuộc quận Allegheny, tiểu bang Pennsylvania, Hoa Kỳ. Năm 2010, dân số của xã này là 2.376 người.